# Mike Finnigan

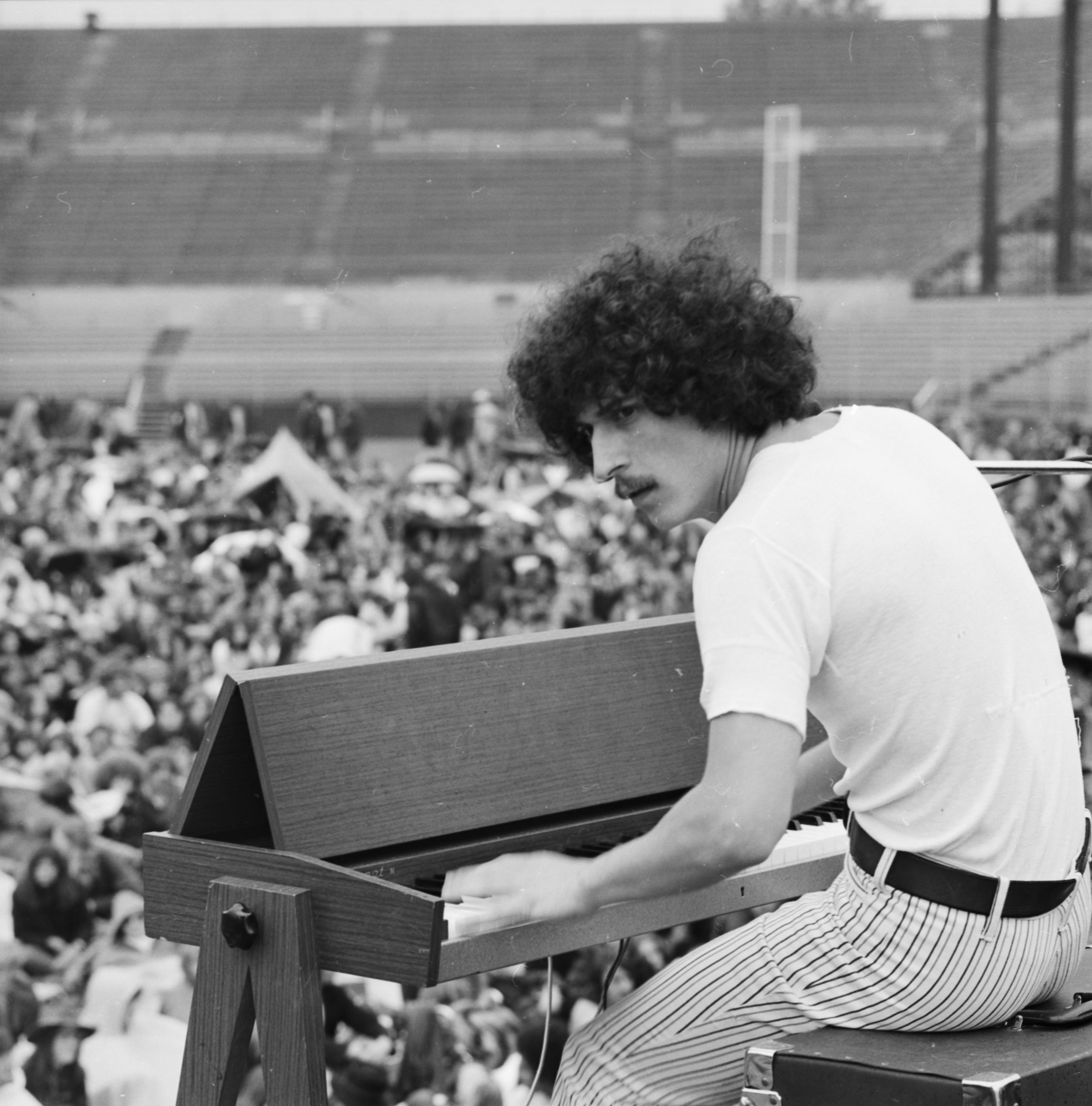
Mike Finnigan (1970)

Michael Kelly „Mike“ Finnigan (* 26. April 1945 in Troy, Ohio; † 11. August 2021) war ein US-amerikanischer Sänger und Keyboardspieler. Besonders gerne nutzte er die Hammondorgel.

## Leben und Wirken
Finnigan begann 1964 in Kansas als Berufsmusiker zu arbeiten. Dann zog er nach Wichita und begann mit der Band The Serfs zu touren. Während einer Reise der Band nach New York lud Jimi Hendrix ihn zu einer Session ein, die Eingang in dessen berühmte Platte Electric Ladyland fand.
Im Jahr 1970 nahm Jerry Hahn mit seiner Blues-Jazz-Rock-Band The Jerry Hahn Brotherhood mit Mike Finnigan, Clyde Graves und George Marsh die gleichnamige Schallplatte mit zehn Liedern auf, davon sieben Lieder von Lane Tietgen, einschließlich Captain Bobby Stout und Martha's Madmen. 1971 wirkte er als Hintergrundsänger bei Ben Sidrans Album The Cat and the Hat mit;  1972 gründete Finnigan die Band Finnigan and Wood. 1975 ließ er sich in Los Angeles nieder und arbeitete als Studio- und Tourmusiker für Crosby, Stills and Nash, Dave Mason, Etta James, Dr. John, Carlos Santana, Joe Cocker, The Manhattan Transfer und Bonnie Raitt.
Seit Anfang der 2000er-Jahre spielte er regelmäßig in The Phantom Blues Band mit dem Musiker Taj Mahal. In seinen späteren Jahren tourte er mit Bonnie Raitt.

## Familie
Mike Finnigan war über 40 Jahre mit Candy Finnigan, einer Suchtspezialistin, verheiratet. Das Paar hat zwei Kinder, den Sohn Kelly und die Tochter Bridge.

## Diskografie
Auswahl
- 1969: The Early Bird Cafe der Band The Serfs, Capitol Records
- 1971: Hammond B3, Sänger[9] auf der Platte Whirlwind von Tom Bolin.[10]
- 1971: Keyboarder und Sänger auf der Platte How Hard It Is der Band Big Brother and the Holding Company.
- 1972: Band Finnigan And Wood mit Crazed Hipsters[11]
- 1978: Orgel, Vocals (Background) für Ben Sidran auf der LP A Little Kiss in the Night
- 1979: The Dudek Finnigan Krueger Band mit Special Tour Sampler[12]
- 1980: Musiker in der Band Black Rose mit Cher und Les Dudek[13]
- 1980: The Dudek Finnigan Krueger Band – DFK
- 1981: Mike Finnigan mit Black & White, erschienen in USA bei Columbia, in den Niederlanden und Neuseeland bei CBS
- 1993: Orgel[14] für Dan Fogelberg auf dem Album River of Souls.[15]
- 1995: Hammondorgel für Jamie Walters auf dem gleichnamigen Album[16]
- 1995: Orgel und Hammondorgel für Coco Montoya auf Gotta Mind to Travel
- 1998: Hammondorgel auf Life, Love & the Blues von Etta James
- 2002: Orgel auf Burnin’ Down the House: Live at the House of Blues von Etta James
- 2003: Orgel, Klavier, Gesang für The Phantom Blues Band, Album Limited Edition
- 2004: Clavinet, Hammondorgel[17] für The Mooney Suzuki auf Alive & Amplified[18]
- 2005: Orgel, Klavier, Gesang für die DVD Taj Mahal & The Phantom Blues Band Live In St. Lucia
- 2006: Orgel, Klavier, Gesang für The Phantom Blues Band, Album Out of the Shadows
- 2007: Orgel, Klavier, Gesang für The Phantom Blues Band, Album Footprints
- 2010: Mike Finnigan beim Label Wounded Bird
- 2013: Mike Finnigan (Remastert) beim Label WEA[19]
- 2014: Keyboards, Orgel, Vocals (Background)[20] für Dave Mason auf Futures Past[21]
- 2018: Orgel, E-Piano, Flügel für Jay-Bee & The Ultratone Allstars auf Life Ain’t Got No Shortcuts

## Ehrungen
- 2001: W.C. Handy Award für The Phantom Blues Band als beste Bluesband des Jahres für die Arbeit mit dem Musiker Taj Mahal.[22]
- 2009 Aufnahme der Serfs in die Kansas Music Hall of Fame.[23]